# Coorte urbana
As coortes urbanas (em latim: cohortes urbanae) foram uma força criada na Roma Antiga pelo imperador romano Augusto (r. 27 a.C.–14 d.C.) para contrabalancear o crescente poder da guarda pretoriana na cidade de Roma, além de servir como uma força policial. Elas eram lideradas pelo prefeito urbano.